# 山崎由加
山崎 由加（やまざき ゆか、1980年6月29日 - ）は、東京都出身の元女子サッカー選手。元サッカー日本女子代表。サッカー指導者。現役時代のポジションはディフェンダー。

## 来歴
小学校1年生の時にサッカーを始める。6年生の時に読売日本サッカークラブ女子メニーナの練習生として通い始め、中学1年生の時にセレクションを受けメニーナに入団。3年生の時に読売西友ベレーザに昇格した。
2003年、大学卒業と同時に岡山湯郷Belleに移籍。2006年に引退した。引退後はサッカー指導者となった。
サッカー日本女子代表では2000年5月、19歳の時にパンパシフィックカップのメンバーに選出された。初戦、5月31日のオーストラリア代表との試合でデビューした。大会全5試合を含め、この年の代表の試合全6試合に出場した。2001年3月にも1試合に出場したが、その後は出場機会はなく、代表での出場は通算で7試合に出場だった。

## 代表歴
- 2000年5月31日 - 日本女子代表初出場 -  オーストラリア戦 (パンパシフィックカップ、オーストラリア・キャンベラ)

### 試合数
| 日本代表 | 国際Aマッチ | 国際Aマッチ |
| 年       | 出場        | 得点        |
| -------- | ----------- | ----------- |
| 2000     | 6           | 0           |
| 2001     | 1           | 0           |
| 通算     | 7           | 0           |

- 出典: なでしこジャパン（日本女子代表）試合別出場記録[3]

### 出場
| # | 開催日         | 開催地           | 会場 | 相手                 | 結果       | 監督     | 大会                   |
| - | -------------- | ---------------- | ---- | -------------------- | ---------- | -------- | ---------------------- |
| 1 | 2000年05月31日 | キャンベラ       |      | オーストラリア       | ●0-1       | 池田司信 | パンパシフィックカップ |
| 2 | 2000年06月02日 | シドニー         |      | ニュージーランド     | ○2-1(延長) | 池田司信 | パンパシフィックカップ |
| 3 | 2000年06月04日 | キャンベラ       |      | 中国                 | ●0-2       | 池田司信 | パンパシフィックカップ |
| 4 | 2000年06月08日 | ニューキャッスル |      | アメリカ合衆国       | ●1-4       | 池田司信 | パンパシフィックカップ |
| 5 | 2000年06月10日 | ニューキャッスル |      | カナダ               | ●1-5       | 池田司信 | パンパシフィックカップ |
| 6 | 2000年12月17日 | フェニックス     |      | アメリカ合衆国       | △1-1       | 池田司信 | 日米フレンドリーマッチ |
| 7 | 2001年03月16日 | 台北             |      | チャイニーズタイペイ | ○2-0       | 池田司信 | 国際親善試合           |

## 指導歴
- 岡山県作陽高等学校サッカー部女子 コーチ
- 岡山県作陽高等学校サッカー部女子 監督（保健体育）
- 奈良育英高等学校サッカー部 コーチ（保健体育）
- 伊賀フットボールクラブくノ一サテライトU-15　監督
- 伊賀フットボールクラブくノ一サテライト 監督
- 尾張フットボールクラブ コーチ 兼 セレージャFC コーチ
- 尾張フットボールクラブレディース・ガールズ 監督 兼 尾張フットボールクラブJr コーチ